# Canton de Vendeuvre-sur-Barse
Pour les articles homonymes, voir Vendeuvre (homonymie).
Le canton de Vendeuvre-sur-Barse est une circonscription électorale française située dans le département de l'Aube et la région Grand Est.
À la suite du redécoupage cantonal de 2014, les limites territoriales du canton sont remaniées. Le nombre de communes du canton passe de 19 à 37.

## Géographie
Ce canton est organisé autour de Vendeuvre-sur-Barse dans l'arrondissement de Bar-sur-Aube. 

## Histoire
Le canton de Vendeuvre-sur-Barse a été créé au XIXe siècle.
Un nouveau découpage territorial de l'Aube (département) entre en vigueur à l'occasion des élections départementales de mars 2015, défini par le décret du 21 février 2014, en application des lois du 17 mai 2013 (loi organique 2013-402 et loi 2013-403). Les conseillers départementaux sont, à compter de ces élections, élus au scrutin majoritaire binominal mixte. Les électeurs de chaque canton élisent au Conseil départemental, nouvelle appellation du Conseil général, deux membres de sexe différent, qui se présentent en binôme de candidats. Les conseillers départementaux sont élus pour six ans au scrutin binominal majoritaire à deux tours, l'accès au second tour nécessitant 12,5 % des inscrits au premier tour. En outre la totalité des conseillers départementaux est renouvelée. Ce nouveau mode de scrutin nécessite un redécoupage des cantons dont le nombre est divisé par deux avec arrondi à l'unité impaire supérieure si ce nombre n'est pas entier impair, assorti de conditions de seuils minimaux. Dans l'Aube, le nombre de cantons passe ainsi de 33 à 17. Le nombre de communes du canton de Vendeuvre-sur-Barse passe de 19 à 37.
Le nouveau canton de Vendeuvre-sur-Barse est formé de communes des anciens cantons de Vendeuvre-sur-Barse (13 communes), de Essoyes (4 communes), de Lusigny-sur-Barse (14 communes), de Troyes 7e Canton (1 commune) et de Bouilly (5 communes). Avec ce redécoupage administratif, le territoire du canton s'affranchit des limites d'arrondissements, avec 13 communes incluses dans l'arrondissement de Bar-sur-Aube et 24 dans l'arrondissement de Troyes. Le bureau centralisateur est situé à Vendeuvre-sur-Barse.

## Géographie
Ce canton est organisé autour de Vendeuvre-sur-Barse dans l'arrondissement de Bar-sur-Aube. 

## Représentation

### Conseillers d'arrondissement (de 1833 à 1940)
| Période                                  | Période          | Identité                                           | Étiquette   | Qualité |
| ---------------------------------------- | ---------------- | -------------------------------------------------- | ----------- | --- |
| 1833                                     | 1839             | Charles Nicolas Delasaussois (1773-1866)           |             | Géomètre, propriétaire à Vendeuvre-sur-Barse                                                                |
| 1833                                     | 1842             | Victor Vinchon                                     |             | Propriétaire à Bligny                                                                                       |
| 1839                                     | 1842             | Nicolas Théodore Blavoyer-Delasaussois (1800-1870) |             | Propriétaire à Vendeuvre-sur-Barse                                                                          |
| 1842                                     | 1844             | Guillaume Pavée de Vendeuvre                       | Monarchiste | Propriétaire à Vendeuvre-sur-Barse                                                                          |
| 1844                                     | 1848             | Comte de Bossancourt                               |             | Propriétaire à Vendeuvre-sur-Barse                                                                          |
|                                          |                  |                                                    |             | |
| 1919                                     | 1922 (démission) | James Guerrapin (1886-1970)                        | SFIO        | Professeur d'Allemand à Wassy, né à Dolancourt                                                              |
| 1919                                     | 1940             | Paul Aubry                                         | Indépendant | Maire de Magny-Fouchard                                                                                     |
| 1922                                     | 1930 (décès)     | Henri Marteret (1860-1930)                         |             | Médecin à Vendeuvre-sur-Barse                                                                               |
| 1930                                     | 1940             | Auguste Sauret                                     | Indépendant | Maire de Vendeuvre-sur-Barse                                                                                |
| 1940                                     |                  |                                                    |             | Les conseils d'arrondissement ont été suspendus par la loi du 12 octobre 1940 et n'ont jamais été réactivés |
| Les données manquantes sont à compléter. |                  |                                                    |             | |

### Conseillers généraux de 1833 à 2015
| Période          | Période           | Identité                                         | Étiquette                    | Qualité |
| ---------------- | ----------------- | ------------------------------------------------ | ---------------------------- | --- |
| 1833             | 1844              | Guillaume Gabriel Pavée de Vendeuvre             | Opposition constitutionnelle | Maître des requêtes au Conseil d'État Député (1820-1824, 1827-1837) Pair de France, propriétaire à Vendeuvre-sur-Barse |
| 1844             | 1852              | Guillaume Pavée de Vendeuvre (Fils du précédent) | Conservateur Monarchiste     | Propriétaire à Vendeuvre-sur-Barse, conseiller d'arrondissement Député (1849-1851)                                     |
| 1852             | 1861              | Paul Bourion                                     |                              | Propriétaire à Vendeuvre-sur-Barse                                                                                     |
| 1861             | 1889              | Gabriel Pavée de Vendeuvre                       | Conservateur Monarchiste     | Propriétaire à Vendeuvre-sur-Barse                                                                                     |
| 1889             | 1890 (annulation) | Baron Dieudonné Charles Saladin                  |                              | Propriétaire à Bossancourt                                                                                             |
| 1890             | 1895              | Charles Adolphe Knittel                          | Conservateur                 | Notaire - Maire de Vendeuvre-sur-Barse (1888-1896)                                                                     |
| 1895             | 1917 (décès)      | Louis Cyprien Sellerin (1842-1917)               | Républicain                  | Notaire - Maire de Bossancourt                                                                                         |
| 1917             | 1919              | siège vacant                                     |                              | |
| 1919             | 1940 (décès)      | René Sellerin (1865-1940)-(fils du précédent)    | RG                           | Propriétaire à Bossancourt                                                                                             |
|                  |                   |                                                  |                              | |
| 1943             | 1945 (décès)      | Félix Driat (1886-1945)                          | ?                            | Maire de Jessains Nommé conseiller départemental en 1943                                                               |
|                  |                   |                                                  |                              | |
| 1945             | 1952 (décès)      | Alfred Poulet                                    | RI                           | Capitaine en retraite à Vendeuvre-sur-Barse                                                                            |
| 16 novembre 1952 | 1958              | Léon Chaffaut                                    | DVD                          | Médecin - Maire de Vendeuvre-sur-Barse (1935-1940)                                                                     |
| 1958             | 1970              | Henri Bourlon de Sarty                           | DVD                          | Ingénieur Adjoint au maire de Vendeuvre-sur-Barse                                                                      |
| 1970             | 1994              | Pierre Micaux                                    | Centriste puis UDF-AD        | Expert forestier Député (1978-2007) Maire de Vendeuvre-sur-Barse (1965-1995)                                           |
| 1994             | 2015              | Claude Ruelle                                    | DVD                          | Exploitant agricole retraité Maire de Vendeuvre-sur-Barse (1995-2014)                                                  |

### Conseillers départementaux après 2015
| Période élective | Période élective | Mandat | Mandat   | Identité            | Nuance | Nuance | Qualité |
| ---------------- | ---------------- | ------ | -------- | ------------------- | ------ | ------ | --- |
| 2015             | 2021             | 2015   | 2021     | Christian Branle    |        | LR     | Technicien supérieur à l'Institution interdépartementale des barrages-réservoirs du bassin de la Seine Maire de Lusigny-sur-Barse Ancien conseiller général du Canton de Lusigny-sur-Barse |
| 2015             | 2021             | 2015   | 2021     | Marielle Chevallier |        | LR     | Employée à la Sécurité sociale Adjointe au maire de Vendeuvre-sur-Barse, maire depuis 2020                                                                                                 |
| 2021             | 2028             | 2021   | en cours | Bertrand Chevalier  |        | DVD    | Chef d'entreprises à Troyes, Directeur de la Chambre d'agriculture |
| 2021             | 2028             | 2021   | en cours | Marielle Chevallier |        | LR     | Conseillère sortante |

### Résultats détaillés

#### Élections de mars 2015
À l'issue du premier tour des élections départementales de 2015, deux binômes sont en ballottage : Christian Branle et Marielle Chevallier (UMP, 46 %) et Michèle Aubert et Jean-Christophe Lefevre (FN, 40,21 %). Le taux de participation est de 53,22 % (8 417 votants sur 15 814 inscrits) contre 50,14 % au niveau départemental et 50,17 % au niveau national.
Au second tour, Christian Branle et Marielle Chevallier (UMP) sont élus avec 57,92 % des suffrages exprimés et un taux de participation de 54,55 % (4 648 voix pour 8 632 votants et 15 823 inscrits).

#### Élections de juin 2021
Le premier tour des élections départementales de 2021 est marqué par un très faible taux de participation (33,26 % au niveau national). Dans le canton de Vendeuvre-sur-Barse, ce taux de participation est de 33,57 % (5 591 votants sur 16 654 inscrits) contre 32,18 % au niveau départemental. À l'issue de ce premier tour, deux binômes sont en ballottage : Bertrand Chevalier et Marielle Chevallier (Union au centre et à droite, 47,49 %) et Michèle Aubert et Jean-Christophe Lefevre (RN, 34,04 %).
Le second tour des élections est marqué une nouvelle fois par une abstention massive équivalente au premier tour. Les taux de participation sont de 34,3 % au niveau national, 32,31 % dans le département et 33,38 % dans le canton de Vendeuvre-sur-Barse. Bertrand Chevalier et Marielle Chevallier (Union au centre et à droite) sont élus avec 63,71 % des suffrages exprimés (3 314 voix pour 5 561 votants et 16 660 inscrits),,. 

## Composition

### Composition avant 2015
Le canton de Vendeuvre-sur-Barse regroupait dix-neuf communes.
| Nom                             | Code Insee | Codepostal | Superficie (km2) | Population (dernière pop. légale) | Densité (hab./km2) |
| ------------------------------- | ---------- | ---------- | ---------------- | --------------------------------- | ------------------ |
| Vendeuvre-sur-Barse (chef-lieu) | 10401      | 10140      | 51,94            | 2 395 (2012)                      | 46                 |
| Amance                          | 10005      | 10140      | 22,88            | 274 (2012)                        | 12                 |
| Argançon                        | 10008      | 10140      | 8,20             | 99 (2012)                         | 12                 |
| Bligny                          | 10048      | 10200      | 22,74            | 193 (2012)                        | 8,5                |
| Bossancourt                     | 10050      | 10140      | 6,92             | 185 (2012)                        | 27                 |
| Champ-sur-Barse                 | 10078      | 10140      | 7,12             | 30 (2012)                         | 4,2                |
| Dolancourt                      | 10126      | 10200      | 4,88             | 140 (2012)                        | 29                 |
| Fravaux                         | 10160      | 10200      | 3,72             | 53 (2012)                         | 14                 |
| Jessains                        | 10178      | 10140      | 10,88            | 302 (2012)                        | 28                 |
| Juvanzé                         | 10183      | 10140      | 4,94             | 26 (2012)                         | 5,3                |
| La Loge-aux-Chèvres             | 10200      | 10140      | 2,82             | 84 (2012)                         | 30                 |
| Magny-Fouchard                  | 10215      | 10140      | 15,16            | 299 (2012)                        | 20                 |
| Maison-des-Champs               | 10217      | 10140      | 4,35             | 38 (2012)                         | 8,7                |
| Meurville                       | 10242      | 10200      | 16,35            | 180 (2012)                        | 11                 |
| Spoy                            | 10374      | 10200      | 10,36            | 131 (2012)                        | 13                 |
| Trannes                         | 10384      | 10140      | 10,11            | 249 (2012)                        | 25                 |
| Unienville                      | 10389      | 10140      | 11,79            | 117 (2012)                        | 9,9                |
| Vauchonvilliers                 | 10397      | 10140      | 11,62            | 149 (2012)                        | 13                 |
| La Villeneuve-au-Chêne          | 10423      | 10140      | 10,94            | 449 (2012)                        | 41                 |

### Composition à partir de 2015
Le nouveau canton de Vendeuvre-sur-Barse comprend trente-sept communes entières.
| Nom                                         | Code Insee | Intercommunalité              | Superficie (km2) | Population (dernière pop. légale) | Densité (hab./km2) | Modifier                                    |
| ------------------------------------------- | ---------- | ----------------------------- | ---------------- | --------------------------------- | ------------------ | ------------------------------------------- |
| Vendeuvre-sur-Barse (bureau centralisateur) | 10401      | CC de Vendeuvre-Soulaines     | 51,94            | 2 256 (2022)                      | 43                 | modifier les données · modifier les données |
| Amance                                      | 10005      | CC de Vendeuvre-Soulaines     | 22,88            | 244 (2022)                        | 11                 | modifier les données · modifier les données |
| Argançon                                    | 10008      | CC de Vendeuvre-Soulaines     | 8,20             | 107 (2022)                        | 13                 | modifier les données · modifier les données |
| Beurey                                      | 10045      | CC de Vendeuvre-Soulaines     | 17,33            | 178 (2022)                        | 10                 | modifier les données · modifier les données |
| Bossancourt                                 | 10050      | CC de Vendeuvre-Soulaines     | 6,92             | 193 (2022)                        | 28                 | modifier les données · modifier les données |
| Bouranton                                   | 10053      | CA Troyes Champagne Métropole | 8,15             | 623 (2022)                        | 76                 | modifier les données · modifier les données |
| Bréviandes                                  | 10060      | CA Troyes Champagne Métropole | 6,14             | 3 091 (2022)                      | 503                | modifier les données · modifier les données |
| Buchères                                    | 10067      | CA Troyes Champagne Métropole | 7,14             | 1 959 (2022)                      | 274                | modifier les données · modifier les données |
| Champ-sur-Barse                             | 10078      | CC de Vendeuvre-Soulaines     | 7,12             | 26 (2022)                         | 3,7                | modifier les données · modifier les données |
| Clérey                                      | 10100      | CA Troyes Champagne Métropole | 18,79            | 1 150 (2022)                      | 61                 | modifier les données · modifier les données |
| Courteranges                                | 10110      | CA Troyes Champagne Métropole | 6,47             | 587 (2022)                        | 91                 | modifier les données · modifier les données |
| Dolancourt                                  | 10126      | CC de Vendeuvre-Soulaines     | 4,88             | 125 (2022)                        | 26                 | modifier les données · modifier les données |
| Fresnoy-le-Château                          | 10162      | CA Troyes Champagne Métropole | 11,48            | 285 (2022)                        | 25                 | modifier les données · modifier les données |
| Isle-Aumont                                 | 10173      | CA Troyes Champagne Métropole | 3,48             | 490 (2022)                        | 141                | modifier les données · modifier les données |
| Jessains                                    | 10178      | CC de Vendeuvre-Soulaines     | 10,88            | 253 (2022)                        | 23                 | modifier les données · modifier les données |
| Laubressel                                  | 10190      | CA Troyes Champagne Métropole | 16,24            | 559 (2022)                        | 34                 | modifier les données · modifier les données |
| La Loge-aux-Chèvres                         | 10200      | CC de Vendeuvre-Soulaines     | 2,82             | 94 (2022)                         | 33                 | modifier les données · modifier les données |
| Longpré-le-Sec                              | 10205      | CC de Vendeuvre-Soulaines     | 15,71            | 69 (2022)                         | 4,4                | modifier les données · modifier les données |
| Lusigny-sur-Barse                           | 10209      | CA Troyes Champagne Métropole | 37,92            | 2 265 (2022)                      | 60                 | modifier les données · modifier les données |
| Magny-Fouchard                              | 10215      | CC de Vendeuvre-Soulaines     | 15,16            | 261 (2022)                        | 17                 | modifier les données · modifier les données |
| Maison-des-Champs                           | 10217      | CC de Vendeuvre-Soulaines     | 4,35             | 35 (2022)                         | 8,0                | modifier les données · modifier les données |
| Mesnil-Saint-Père                           | 10238      | CA Troyes Champagne Métropole | 17,45            | 438 (2022)                        | 25                 | modifier les données · modifier les données |
| Montaulin                                   | 10245      | CA Troyes Champagne Métropole | 12,41            | 818 (2022)                        | 66                 | modifier les données · modifier les données |
| Montiéramey                                 | 10249      | CA Troyes Champagne Métropole | 6,73             | 405 (2022)                        | 60                 | modifier les données · modifier les données |
| Montmartin-le-Haut                          | 10252      | CC de Vendeuvre-Soulaines     | 1,61             | 64 (2022)                         | 40                 | modifier les données · modifier les données |
| Montreuil-sur-Barse                         | 10255      | CA Troyes Champagne Métropole | 13,13            | 291 (2022)                        | 22                 | modifier les données · modifier les données |
| Moussey                                     | 10260      | CA Troyes Champagne Métropole | 7,25             | 661 (2022)                        | 91                 | modifier les données · modifier les données |
| Puits-et-Nuisement                          | 10310      | CC de Vendeuvre-Soulaines     | 12,19            | 201 (2022)                        | 16                 | modifier les données · modifier les données |
| Rouilly-Saint-Loup                          | 10329      | CA Troyes Champagne Métropole | 11,26            | 536 (2022)                        | 48                 | modifier les données · modifier les données |
| Ruvigny                                     | 10332      | CA Troyes Champagne Métropole | 4,15             | 502 (2022)                        | 121                | modifier les données · modifier les données |
| Saint-Léger-près-Troyes                     | 10344      | CA Troyes Champagne Métropole | 9,21             | 915 (2022)                        | 99                 | modifier les données · modifier les données |
| Saint-Thibault                              | 10363      | CA Troyes Champagne Métropole | 11,71            | 551 (2022)                        | 47                 | modifier les données · modifier les données |
| Thennelières                                | 10375      | CA Troyes Champagne Métropole | 6,73             | 336 (2022)                        | 50                 | modifier les données · modifier les données |
| Trannes                                     | 10384      | CC de Vendeuvre-Soulaines     | 10,11            | 198 (2022)                        | 20                 | modifier les données · modifier les données |
| Vauchonvilliers                             | 10397      | CC de Vendeuvre-Soulaines     | 11,62            | 172 (2022)                        | 15                 | modifier les données · modifier les données |
| Verrières                                   | 10406      | CA Troyes Champagne Métropole | 10,12            | 1 888 (2022)                      | 187                | modifier les données · modifier les données |
| La Villeneuve-au-Chêne                      | 10423      | CC de Vendeuvre-Soulaines     | 10,94            | 404 (2022)                        | 37                 | modifier les données · modifier les données |
| Canton de Vendeuvre-sur-Barse               | 1017       |                               | 440,62           | 23 230 (2022)                     | 53                 | modifier les données                        |

## Démographie

### Démographie avant 2015
| 1962  | 1968  | 1975  | 1982  | 1990  | 1999  | 2006  | 2011  | 2012  |
| ----- | ----- | ----- | ----- | ----- | ----- | ----- | ----- | ----- |
| 5 025 | 4 787 | 5 305 | 5 674 | 5 667 | 5 421 | 5 314 | 5 407 | 5 393 |

### Démographie depuis 2015
En 2022, le canton comptait 23 230 habitants, en évolution de +3,3 % par rapport à 2016 (Aube : +0,7 %, France hors Mayotte : +2,11 %).
| 2013   | 2018   | 2022   |
| ------ | ------ | ------ |
| 21 748 | 22 681 | 23 230 |